# 井上二郎 (実業家)
井上 二郎（いのうえ じろう）は、日本の一級建築士、実業家。パナソニック ホームズ代表取締役社長、プレハブ建築協会副会長。

## 人物・経歴
1981年米子工業高等専門学校建築学科卒業、松下電器産業（現パナソニック）入社。一級建築士でもあり、パナソニック ホームズ常務執行役員経営企画担当を経て、2018年パナソニック ホームズ取締役副社長執行役員街づくり・リフォーム・海外事業担当。2019年からパナソニック ホームズ代表取締役社長、プレハブ建築協会副会長。